# Самарченко, Зинаида Ильинична
Зинаида Ильинична Самарченко — советский хозяйственный деятель, Герой Социалистического Труда.

## Биография
Родилась в 1937 году в селе Привольное. Член КПСС.
Окончила Красногвардейский ветеринарный техникум.
В 1958—1971 — зоотехник, в 1971—1992 — заведующая свиноводческой фермой колхоза «Дружба» Яковлевского района Белгородской области.
Указом Президиума Верховного Совета СССР от 13 марта 1981 года присвоено звание Героя Социалистического Труда с вручением ордена Ленина и золотой медали «Серп и Молот».
Делегат XXV съезда КПСС.
Умерла в 2014 году в Томаровке.

## Награды и звания
- Герой Социалистического Труда (13.03.1981)
- Орден Ленина (13.03.1981)
- Орден Трудового Красного Знамени (1973)